# كيلي كورتيس
كيلي كورتيس (بالإنجليزية: Kelly Curtis)‏ هي ممثلة أمريكية، ولدت في 17 يونيو 1956 بسانتا مونيكا في الولايات المتحدة.

## وصلات خارجية
- كيلي كورتيس على موقع IMDb (الإنجليزية)
- كيلي كورتيس على موقع ألو سيني (الفرنسية)
- كيلي كورتيس على موقع أول موفي (الإنجليزية)
- كيلي كورتيس على موقع قاعدة بيانات الأفلام السويدية (السويدية)
- كيلي كورتيس على موقع إن إن دي بي (الإنجليزية)
- كيلي كورتيس على موقع قاعدة بيانات الفيلم (الإنجليزية)
- كيلي كورتيس على موقع كينوبويسك (الروسية)
- كيلي كورتيس على موقع كينوبويسك (الروسية)